# Sheepwash
Sheepwash is een civil parish in het bestuurlijke gebied Torridge, in het Engelse graafschap Devon. In 2001 telde het dorp 254 inwoners.